# 库拉卡尔皮尼亚诺
库拉卡尔皮尼亚诺（義大利語：Cura Carpignano），是意大利帕维亚省的一个市镇。总面积10平方公里，人口4064人，人口密度406.4人/平方公里（2009年）。国家统计（ISTAT）代码为018060。